# Idaho City
Idaho City je město v USA ve státě Idaho. Bylo založeno v době zlaté horečky roku 1862 pod jménem Bannock. Brzy mělo desetitisíce obyvatel a uvažovalo se, že bude hlavním městem státu Idaho. Ve městě i okolí se nachází řada památek na dobu zlaté horečky. Podle sčítání lidu v roce 2010 zde trvale žilo 485 obyvatel.